# Boisseron
Boisseron és un municipi occità del Llenguadoc situat al departament de l'Erau, a la regió d'Occitània.
Té un clima mediterrani, hi passen els rius Vidourle, la Bénovie, el Ribansol, la riera de Courchamp i dos rius més. La població compta amb un patrimoni natural destacable: un espai Natura 2000 ("el Vidourle") i quatre espais naturals d'interès ecològic, faunístic i florístic. Boisseron és una població rural amb 2.113 habitants l'any 2020, després d'haver experimentat un fort augment de la població des de 1962. Forma part de la zona d'atracció de Montpeller. Els seus habitants s'anomenen Boisseronnais o Boisseronnaises